# Liste des chapitres de L'Attaque des Titans
Cet article est un complément de l’article sur le manga L'Attaque des Titans. Il contient la liste des volumes du manga parus en presse avec les chapitres qu’ils contiennent. Il contient également la liste des volumes des cinq séries dérivées : Junior High-School, Before the fall, Birth of Livaï, Sungeki no Kyojin et Lost Girls.

## Volumes reliés

### Tomes 1 à 10
| no | Japonais        | Japonais          | Français         | Français          |
| no | Date de sortie  | ISBN              | Date de sortie   | ISBN              |
| --- | --------------- | ----------------- | ---------------- | ----------------- |
| 1 | 17 mars 2010    | 978-4-06-384276-0 | 26 juin 2013     | 978-2-8116-1169-9 |
| Extra : Dans la version japonaise, le tome 1 (ISBN 978-4-06-250152-1) est sorti en édition bilingue japonais/anglais le 5 décembre 2013 et comporte les chapitres 1 à 5.Liste des chapitres : - 1er épisode : Pour toi, dans deux mille ans (二千年後の君へ, Ni sen nen go no kimi e) - 2e épisode : Ce jour-là (その日, Sono hi) - 3e épisode : La nuit de la promo (解散式の夜, Kaisanshiki no yoru) - 4e épisode : Premières armes (初陣, Uijin)                                                                                       |                 |                   |                  |                   |
| 2 | 16 juillet 2010 | 978-4-06-384338-5 | 26 juin 2013     | 978-2-8116-1170-5 |
| Extra : Dans la version japonaise, le tome 2 (ISBN 978-4-06-250153-8) est sorti en édition bilingue japonais/anglais le 7 août 2014 et comporte les chapitres 6 à 10.Liste des chapitres : - 5e épisode : Une pâle lueur d'espoir (絶望の中で鈍く光る, Zetsubō no naka de nibuku hikaru) - 6e épisode : Un monde sans pitié (少女が見た世界, Shōjo ga mita sekai) - 7e épisode : Poignard (小さな刃, Chiisa na yaiba) - 8e épisode : Hurlement (咆哮, Hōkō) - 9e épisode : Palpitations (心臓の鼓動が聞こえる, Shinzō no kodō ga kikoeru) |                 |                   |                  |                   |
| 3 | 9 décembre 2010 | 978-4-06-384410-8 | 4 septembre 2013 | 978-2-8116-1220-7 |
| Liste des chapitres : - Épisode spécial : Le caporal-chef Livaï (リヴァイ兵士長, Rivai heishichō) - 10e épisode : Un bras sectionné (左腕の行方, Hidariude no yukue) - 11e épisode : Réaction (応える, Kotaeru) - 12e épisode : Icône (偶像, Gūzō) - 13e épisode : Blessure (傷, Kizu) |                 |                   |                  |                   |
| 4 | 8 avril 2011    | 978-4-06-384469-6 | 30 octobre 2013  | 978-2-8116-1281-8 |
| Liste des chapitres : - 14e épisode : Besoin primaire (原初的欲求, Genshoteki yokkyū) - 15e épisode : Passage en revue (個々, Koko) - 16e épisode : Nécessité (必要, Hitsuyō) - 17e épisode : Le fantasme des armes (武力幻想, Buryoku gensō) - 18e épisode : La réaction adéquate (今、何をすべきか, Ima, nani o subeki ka) |                 |                   |                  |                   |
| 5 | 9 août 2011     | 978-4-06-384513-6 | 3 janvier 2014   | 978-2-8116-1329-7 |
| Liste des chapitres : - Épisode spécial : Le carnet d'Ilse (イルゼの手帳, Iruze no techō) - 19e épisode : Un regard insoutenable (まだ目を見れない, Mada me o mirenai) - 20e épisode : L'escouade tactique (特別作戦班, Tokubetsu sakusen han) - 21e épisode : L'ouverture de la porte (開門, Kaimon) - 22e épisode : Formation de détection à longue distance (長距離索敵陣形, Chōkyori sakuteki jinkei) |                 |                   |                  |                   |
| 6 | 9 décembre 2011 | 978-4-06-384591-4 | 5 mars 2014      | 978-2-8116-1386-0 |
| Liste des chapitres : - 23e épisode : Le Titan féminin (女型の巨人, Megata no Kyojin) - 24e épisode : La forêt des arbres géants (巨大樹の森, Kyodaiju no mori) - 25e épisode : Morsure (噛みつく, Kamitsuku) - 26e épisode : Une décision de commodité (好都合な道を, Kōtsugō na michi o) |                 |                   |                  |                   |
| 7 | 9 avril 2012    | 978-4-06-384652-2 | 2 mai 2014       | 978-2-8116-1435-5 |
| Extra : Dans la version japonaise, le tome 7 (ISBN 978-4-06-362208-9) est sorti en édition limitée contenant une statue du visage d'un Titan.Liste des chapitres : - 27e épisode : Erwin Smith (エルヴィン・スミス, Eruvin Sumisu) - 28e épisode : Choix et conséquences (選択と結果, Sentaku to kekka) - 29e épisode : Pilon (鉄槌, Tettsui) - 30e épisode : Les vaincus (敗者達, Haisha tachi) |                 |                   |                  |                   |
| 8 | 9 août 2012     | 978-4-06-384712-3 | 2 juillet 2014   | 978-2-8116-1515-4 |
| Extra : Dans la version japonaise, le tome 8 (ISBN 978-4-06-362227-0) est sorti en édition limitée contenant un porte-clé de Mikasa utilisant la manœuvre tridimensionnelle.Liste des chapitres : - 31e épisode : Rictus (微笑み, Hohoemi) - 32e épisode : Compassion (慈悲, Jihi) - 33e épisode : Le mur (壁, Kabe) - 34e épisode : La danse des guerriers (戦士は踊る, Senshi wa odoru) |                 |                   |                  |                   |
| 9 | 7 décembre 2012 | 978-4-06-384776-5 | 3 septembre 2014 | 978-2-8116-1562-8 |
| Extra : Dans la version japonaise, le tome 9 (ISBN 978-4-06-362239-3) est sorti en édition limitée contenant un porte-clé de Livaï utilisant la manœuvre tridimensionnelle.Liste des chapitres : - 35e épisode : Le Titan bestial (獣の巨人, Kemono no Kyojin) - 36e épisode : De retour au village (ただいま, Tadaima) - 37e épisode : Direction le Sud-Ouest (南西へ, Nansei e) - 38e épisode : La forteresse d'Utgard (ウトガルド城, Utogarudo jō)                                                                                     |                 |                   |                  |                   |
| 10 | 9 avril 2013    | 978-4-06-384839-7 | 29 octobre 2014  | 978-2-8116-1599-4 |
| Extra : Dans la version japonaise, le tome 10 (ISBN 978-4-06-362243-0) est sorti en édition limitée contenant un porte-clé de Eren utilisant la manœuvre tridimensionnelle.Liste des chapitres : - 39e épisode : Soldats (兵士, Heishi) - 40e épisode : Ymir (ユミル, Yumiru) - 41e épisode : Historia (ヒストリア, Hisutoria) - 42e épisode : Guerriers (戦士, Senshi) |                 |                   |                  |                   |

### Tomes 11 à 20
| no | Japonais        | Japonais          | Français         | Français          |
| no | Date de sortie  | ISBN              | Date de sortie   | ISBN              |
| --- | --------------- | ----------------- | ---------------- | ----------------- |
| 11 | 9 août 2013     | 978-4-06-394901-8 | 7 janvier 2015   | 978-2-8116-1724-0 |
| Extra : Dans la version japonaise, le tome 11 (ISBN 978-4-06-362256-0) est sorti en édition limitée.Liste des chapitres : - 43e épisode : Le Titan cuirassé (鎧の巨人, Yoroi no Kyojin) - 44e épisode : Percussion, projection, préhension (打・投・極, Da tō kyoku) - 45e épisode : Poursuite (追う者, Ou mono) - 46e épisode : Paroles (開口, Kaikō)                                                                   |                 |                   |                  |                   |
| 12 | 9 décembre 2013 | 978-4-06-394976-6 | 4 mars 2015      | 978-2-8116-1836-0 |
| Extra : Dans la version japonaise, le tome 12 (ISBN 978-4-06-358465-3) est sorti en édition limitée contenant un OAD.Liste des chapitres : - 47e épisode : Enfants (子供達, Kodomo tachi) - 48e épisode : Quelqu'un (誰か, Dareka) - 49e épisode : Assaut (突撃, Totsugeki) - 50e épisode : Le cri (叫び, Sakebi) |                 |                   |                  |                   |
| 13 | 9 avril 2014    | 978-4-06-395044-1 | 6 mai 2015       | 978-2-8116-1880-3 |
| Extra : Dans la version japonaise, le tome 13 (ISBN 978-4-06-358488-2) est sorti en édition limitée contenant un OAD.Liste des chapitres : - 51e épisode : L'escouade Livaï (リヴァイ班, Rivai-han) - 52e épisode : Christa Lenz (クリスタ・レンズ, Kurisuta Renzu) - 53e épisode : Colonne de fumée (狼煙, Noroshi) - 54e épisode : Riposte (反撃の場所, Hangeki no basho)                                              |                 |                   |                  |                   |
| 14 | 8 août 2014     | 978-4-06-395141-7 | 1er juillet 2015 | 978-2-8116-1881-0 |
| Extra : Dans la version japonaise, le tome 14 (ISBN 978-4-06-358703-6) est sorti en édition limitée contenant un OAD.Liste des chapitres : - 55e épisode : Douleur (痛み, Itami) - 56e épisode : Rôle (役者, Yakusha) - 57e épisode : Kenny l'égorgeur (切り裂きケニー, Kirisaki Kenī) - 58e épisode : Coups de feu (銃声, Jūsei)                                                                                        |                 |                   |                  |                   |
| 15 | 9 décembre 2014 | 978-4-06-395253-7 | 9 septembre 2015 | 978-2-8116-2094-3 |
| Extra : Dans la version japonaise, le tome 15 (ISBN 978-4-06-358722-7) est sorti en édition limitée contenant un OAD adaptant la série dérivée Shingeki no Kyojin Gaiden: Kuinaki Sentaku.Liste des chapitres : - 59e épisode : Rebelle dans l'âme (外道の魂, Gedō no tamashī) - 60e épisode : Confiance (火種, Hidane) - 61e épisode : Réponse (終幕, Shūmaku) - 62e épisode : Crime (罪, Tsumi)                        |                 |                   |                  |                   |
| 16 | 9 avril 2015    | 978-4-06-395358-9 | 12 novembre 2015 | 978-2-8116-2095-0 |
| Extra : Dans la version japonaise, le tome 16 (ISBN 978-4-06-358723-4) est sorti en édition limitée contenant un OAD adaptant la série dérivée Shingeki no Kyojin Gaiden: Kuinaki Sentaku.Liste des chapitres : - 63e épisode : Enchaîné (鎖, Kusari) - 64e épisode : Comité d'accueil (歓迎会, Kangeikai) - 65e épisode : Rêves et malédictions (夢と呪い, Yume to noroi) - 66e épisode : Souhait (願い, Negai)         |                 |                   |                  |                   |
| 17 | 7 août 2015     | 978-4-06-395446-3 | 6 janvier 2016   | 978-2-8116-2096-7 |
| Extra : Dans la version japonaise, le tome 17 (ISBN 978-4-06-362303-1) est sorti en édition limitée.Liste des chapitres : - 67e épisode : Le rempart d'Orvud (オルブド区外壁, Orubudo-ku gaiheki) - 68e épisode : La reine de ces Murs (壁の王, Kabe no Ō) - 69e épisode : L'amitié (友人, Yūjin) - 70e épisode : Réminiscence (いつか見た夢, Itsuka mita yume)                                                          |                 |                   |                  |                   |
| 18 | 9 décembre 2015 | 978-4-06-395549-1 | 6 avril 2016     | 978-2-8116-2594-8 |
| Extra : Dans la version japonaise, le tome 18 (ISBN 978-4-06-358783-8) est sorti en édition limitée.Liste des chapitres : - 71e épisode : Un simple spectateur (傍観者, Bōkansha) - 72e épisode : A la veille de la reconquête (奪還作戦の夜, Dakkan sakusen no yoru) - 73e épisode : La cité où tout a commencé (はじまりの街, Hajimari no machi) - 74e épisode : La clef du succès (作戦成功条件, Sakusen seikō jōken) |                 |                   |                  |                   |
| 19 | 8 avril 2016    | 978-4-06-395636-8 | 24 août 2016     | 978-2-8116-2595-5 |
| Extra Dans la version japonaise, le tome 19 (ISBN 978-4-06-362328-4) est sorti en édition limitée.Liste des chapitres : - 75e épisode : Double front d'opérations (二つの戦局, Futatsu no senkyoku) - 76e épisode : La lance foudroyante (雷槍, Raisō) - 77e épisode : Le monde à travers leurs yeux (彼らが見た世界, Karera ga mita sekai) - 78e épisode : Irruption (光臨, Kōrin)                                      |                 |                   |                  |                   |
| 20 | 9 août 2016     | 978-4-06-395720-4 | 30 novembre 2016 | 978-2-8116-3245-8 |
| Extra Dans la version japonaise, le tome 20 (ISBN 978-4-06-395720-4) est sorti en édition limitée.Liste des chapitres : - 79e épisode : Match parfait (完全試合, Pāfekuto gēmu) - 80e épisode : Le soldat inconnu (名も無き兵士, Na mo naki heishi) - 81e épisode : Parole (約束, Yakusoku) - 82e épisode : Héroïque (勇者, Yūsha)                                                                                       |                 |                   |                  |                   |

### Tomes 21 à 30
| no | Japonais        | Japonais          | Français         | Français          |
| no | Date de sortie  | ISBN              | Date de sortie   | ISBN              |
| --- | --------------- | ----------------- | ---------------- | ----------------- |
| 21 | 9 décembre 2016 | 978-4-06-395815-7 | 5 avril 2017     | 978-2-8116-3332-5 |
| Extra Dans la version japonaise, le tome 21 (ISBN 978-4-06-362347-5) est sorti en édition limitée Dans la version française, le tome 21 est sorti en édition limitée avec une jaquette alternative réversible et un set de 52 cartes postales.Liste des chapitres : - 83e épisode : Coupe franche (大鉈, Ōnata) - 84e épisode : Soleil de minuit (白夜, Byakuya) - 85e épisode : Le sous-sol (地下室, Chikashitsu) - 86e épisode : Ce jour de mon enfance (あの日, Ano hi) |                 |                   |                  |                   |
| 22 | 7 avril 2017    | 978-4-06-395909-3 | 16 août 2017     | 978-2-8116-3484-1 |
| Extra Dans la version japonaise, le tome 22 (ISBN 978-4-06-362355-0) est sorti en édition limitée.Liste des chapitres : - 87e épisode : La frontière (境界線, Kyōkaisen) - 88e épisode : L'assaillant (進撃の巨人, Shingeki no Kyojin) - 89e épisode : Réunion (会議, Kaigi) - 90e épisode : De l'autre côté (壁の向こう側へ, Kabe no mukougawae) |                 |                   |                  |                   |
| 23 | 9 août 2017     | 978-4-06-510100-1 | 29 novembre 2017 | 978-2-8116-3649-4 |
| Extra Dans la version japonaise, le tome 23 (ISBN 978-4-06-510100-1) est sorti en édition limitée.Liste des chapitres : - 91e épisode : De l'autre côté de la mer (海の向こう側, Umi no mukougawa) - 92e épisode : Les guerriers Mahr (マーレの戦士, Māre no senshi) - 93e épisode : Train de nuit (闇夜の列車, Yamiyo no ressha) - 94e épisode : Un garçon derrière l'enceinte (壁の中の少年, Kabe no naka no shōnen)                                                     |                 |                   |                  |                   |
| 24 | 8 décembre 2017 | 978-4-06-510548-1 | 4 avril 2018     | 978-2-8116-3990-7 |
| Extra Dans la version japonaise, le tome 24 (ISBN 978-4-06-397047-0) est sorti en édition limitée.Liste des chapitres : - 95e épisode : Menteur (嘘つき, Usotsuki) - 96e épisode : La porte de l'espoir (希望の扉, Kibō no tobira) - 97e épisode : De main en main (手から手へ, Te kara te e) - 98e épisode : Content pour toi (よかったな, Yokatta na) |                 |                   |                  |                   |
| 25 | 9 avril 2018    | 978-4-06-511201-4 | 22 août 2018     | 978-2-81-164220-4 |
| Extra Dans la version japonaise, le tome 25 (ISBN 978-4-06-397048-7) est sorti en édition limitée.Liste des chapitres : - 99e épisode : Une ombre accusatrice (疾しき影, Yamashiki kage) - 100e épisode : Déclaration de guerre (宣戦布告, Sensen fukoku) - 101e épisode : Le marteau (戦槌, Sentsui) - 102e épisode : La fête est finie (後の祭り, Ato no matsuri) |                 |                   |                  |                   |
| 26 | 9 août 2018     | 978-4-06-512183-2 | 12 décembre 2018 | 978-2-8116-4457-4 |
| Extra Dans la version japonaise, le tome 26 (ISBN 978-4-06-397049-4) est sorti en édition limitée.Liste des chapitres : - 103e épisode : L'assaut (強襲, Kyōshū) - 104e épisode : Le vainqueur (勝利者, Shōri-sha) - 105e épisode : Balle mortelle (凶弾, Kyōdan) - 106e épisode : Les mercenaires (義勇兵, Giyū-hei) |                 |                   |                  |                   |
| 27 | 7 décembre 2018 | 978-4-06-513479-5 | 3 avril 2019     | 978-2-8116-4639-4 |
| Extra Dans la version japonaise, le tome 27 (ISBN 978-4-06-513936-3) est sorti en édition limitée.Liste des chapitres : - 107e épisode : Une invitée de marque (来客, Raikyaku) - 108e épisode : De beaux principes (正論, Seiron) - 109e épisode : Le guide (導く者, Michibiku mono) - 110e épisode : Imposture (偽り者, Itsuwari mono) |                 |                   |                  |                   |
| 28 | 9 avril 2019    | 978-4-06-514869-3 | 4 septembre 2019 | 978-2-8116-4876-3 |
| Extra Dans la version japonaise, le tome 28 (ISBN 978-4-06-514868-6) est sorti en édition limitée.Liste des chapitres : - 111e épisode : Les enfants de la forêt (森の子ら, Mori no kora) - 112e épisode : L'ignorance (無知, Muchi) - 113e épisode : Sauvagerie (暴悪, Bōaku) - 114e épisode : La seule solution (唯一の救い, Yuiitsu no sukui) |                 |                   |                  |                   |
| 29 | 9 août 2019     | 978-4-06-516224-8 | 27 novembre 2019 | 978-2-8116-5052-0 |
| Extra Dans la version japonaise, le tome 29 (ISBN 978-4-06-516227-9) est sorti en édition limitée.Liste des chapitres : - 115e épisode : Soutien (支え, Sasae) - 116e épisode : Ciel et terre (天地, Tenchi) - 117e épisode : Condamnation (断罪, Danzai) - 118e épisode : Ruse (騙し討ち, Damashiuchi) |                 |                   |                  |                   |
| 30 | 9 décembre 2019 | 978-4-06-517543-9 | 27 mai 2020      | 978-2-8116-5321-7 |
| Extra Dans la version japonaise, le tome 30 (ISBN 978-4-06-517547-7) est sorti en édition limitée.Liste des chapitres : - 119e épisode : L'aîné et le cadet (兄と弟, Ani to otōto) - 120e épisode : Un instant (刹那, Setsuna) - 121e épisode : Les souvenirs de l'avenir (未来の記憶, Mirai no kioku) - 122e épisode : De toi, il y a deux mille ans (二千年前の君から, Nisen-nen mae no kimi kara)                                                                       |                 |                   |                  |                   |

### Tomes 31 à 34
| no | Japonais         | Japonais          | Français         | Français          |
| no | Date de sortie   | ISBN              | Date de sortie   | ISBN              |
| --- | ---------------- | ----------------- | ---------------- | ----------------- |
| 31 | 9 avril 2020     | 978-4-06-518689-3 | 19 août 2020     | 978-2-8116-5599-0 |
| Extra Dans la version japonaise, le tome 31 (ISBN 978-4-06-518688-6) est sorti en édition limitée.Liste des chapitres : - 123e épisode : Démons de l'île (島の悪魔, Shima no akuma) - 124e épisode : Le dégel (氷解, Hyōkai) - 125e épisode : Le coucher du soleil (夕焼け, Yūyake) - 126e épisode : Amour-propre (矜持, Kyōji) |                  |                   |                  |                   |
| 32 | 9 septembre 2020 | 978-4-06-520322-4 | 25 novembre 2020 | 978-2-8116-5783-3 |
| Extra Dans la version japonaise, le tome 32 (ISBN 978-4-06-520323-1) est sorti en édition limitée.Liste des chapitres : - 127e épisode : La nuit du final (終末の夜, Shūmatsu no yoru) - 128e épisode : Traîtres (裏切り者, Uragirimono) - 129e épisode : Rétrospection (懐古, Kaiko) - 130e épisode : L'aube de l'humanité (人類の夜明け, Jinrui no yoake) |                  |                   |                  |                   |
| 33 | 8 janvier 2021   | 978-4-06-522029-0 | 7 avril 2021     | 978-2-8116-6173-1 |
| Extra Dans la version japonaise, le tome 33 (ISBN 978-4-06-522030-6) est sorti en édition limitée.Liste des chapitres : - 131e épisode : Le grand terrassement (地鳴らし, Jinarashi) - 132e épisode : Les ailes de la liberté (自由の翼, Jiyū no tsubasa) - 133e épisode : Les pécheurs (罪人達, Tsumibito tachi) - 134e épisode : Au bord du gouffre du désespoir (絶望の淵にて, Zetsubō no fuchi nite)                                                                  |                  |                   |                  |                   |
| 34 | 9 juin 2021      | 978-4-06-523417-4 | 13 octobre 2021  | 978-2-8116-6402-2 |
| Extra Dans la version japonaise, le tome 34 (ISBN 978-4-06-523416-7) est sorti en édition limitée.Liste des chapitres : - 135e épisode : Bataille au sol et dans les airs (天と地の戦い, Ten to chi no tatakai) - 136e épisode : Sur le coeur ! (心臓を捧げよ, Shinzō wo sasageyo) - 137e épisode : Les titans (巨人, Kyojin) - 138e épisode : Un long rêve (長い夢, Nagai yume) - 139e épisode : L'arbre sur la colline (あの丘の木に向かって, Ano oka no ki ni mukatte) |                  |                   |                  |                   |

## Séries dérivées

### Junior High-School
| no | Japonais        | Japonais          | Français          | Français          |
| no | Date de sortie  | ISBN              | Date de sortie    | ISBN              |
| --- | --------------- | ----------------- | ----------------- | ----------------- |
| 1 | 9 avril 2013    | 978-4-06-384841-0 | 20 janvier 2016   | 978-2-8116-2524-5 |
| Liste des chapitres : - 1re heure : Cette chose qui a été truc par machin - 2e heure : Le Titan qui mordille - 3e heure : Papy Arlelt - 4e heure : Le piège du réveil - 5e heure : Apparitions de deux Titans moqueurs - 6e heure : Parce qu'on est des Titans - 7e heure : Ça sent une drôle d'odeur - 8e heure : Jeu de mots foireux |                 |                   |                   |                   |
| 2 | 9 août 2013     | 978-4-06-394903-2 | 16 mars 2016      | 978-2-8116-2525-2 |
| 3 | 9 décembre 2013 | 978-4-06-394979-7 | 25 mai 2016       | 978-2-8116-2526-9 |
| 4 | 9 avril 2014    | 978-4-06-395046-5 | 6 juillet 2016    | 978-2-8116-3090-4 |
| 5 | 8 août 2014     | 978-4-06-395143-1 | 21 septembre 2016 | 978-2-8116-3166-6 |
| 6 | 9 décembre 2014 | 978-4-06-395254-4 | 16 novembre 2016  | 978-2-8116-3167-3 |
| 7 | 9 avril 2015    | 978-4-06-395359-6 | 18 janvier 2017   | 978-2-8116-3373-8 |
| 8 | 7 août 2015     | 978-4-06-395445-6 | 15 mars 2017      | 978-2-8116-3374-5 |
| 9 | 9 décembre 2015 | 978-4-06-395550-7 | 17 mai 2017       | 978-2-8116-3375-2 |
| 10 | 8 avril 2016    | 978-4-06-395637-5 | 5 juillet 2017    | 978-2-8116-3587-9 |
| 11 | 9 août 2016     | 978-4-06-395721-1 | 20 septembre 2017 | 978-2-8116-3588-6 |

### Before the fall
| no | Japonais        | Japonais          | Français         | Français          |
| no | Date de sortie  | ISBN              | Date de sortie   | ISBN              |
| --- | --------------- | ----------------- | ---------------- | ----------------- |
| 1 | 9 décembre 2013 | 978-4-06-376439-0 | 1er octobre 2014 | 978-2-8116-1607-6 |
| Liste des chapitres : - 1er épisode : L'enfant Titan (巨人の子, Kyojin no ko) - 2e épisode : Une ferme résolution (覚悟の少女, Kakugo no shōjo) - 3e épisode : Serment sous la Lune (月下の約束, Gekka no yakusoku) - Trailer |                 |                   |                  |                   |
| 2 | 9 avril 2014    | 978-4-06-376460-4 | 3 décembre 2014  | 978-2-8116-1647-2 |
| Liste des chapitres : - 4e épisode : Par une nuit d'orage (嵐の夜, Arashi no yoru) - 5e épisode : Départ à l'aube (未明の出立, Mimei no shuttatsu) - 6e épisode : La preuve de mon appartenance à l'Humanité (人間の証明, Ningen'noshōmei) - 7e épisode : La terre ensanglantée (鮮血の大地, Senketsu no daichi)                                                                                           |                 |                   |                  |                   |
| 3 | 8 août 2014     | 978-4-06-376486-4 | 4 février 2015   | 978-2-8116-1815-5 |
| Liste des chapitres : - 8e épisode : Prédation (捕食の構図, Hoshoku no kōzu) - 9e épisode : La tour ardente (紅蓮の巨塔, Guren no kyotō) - 10e épisode : Le piège de la licorne (一角獣の陥穽, Ikkakujū no kansei) - Rapport d'expédition de Carlo Piquer (カルロ・ピケール 遠征報告, Karuro pikēru ensei hōkoku)                                                                                          |                 |                   |                  |                   |
| 4 | 9 décembre 2014 | 978-4-06-376515-1 | 20 mai 2015      | 978-2-8116-2128-5 |
| Liste des chapitres : - 11e épisode : Derrière les barreaux (獄中の奇縁, Gokuchū no kien) - 12e épisode : La course des bannis (刑戮の荒野, Keiriku no arano) - 13e épisode : Simulacre de mort (苟且の死者, Kōsho no shisha) - Le journal de Carla (シャルルのシガンシナ日誌, Sharuru no shiganshina nisshi)                                                                                              |                 |                   |                  |                   |
| 5 | 9 avril 2015    | 978-4-06-376537-3 | 19 août 2015     | 978-2-8116-2549-8 |
| Liste des chapitres : - 14e épisode : La Cité industrielle (工業都市の来者, Kōgyō toshi no raisha) - 15e épisode : Funeste prémonition (幻視の未来, Genshi no mirai) - 16e épisode : Les bambous d'acier (黒金の竹林, Kurogane no chikurin) - 17e épisode : Déroute (潰乱の兵団, Kairan no heidan) |                 |                   |                  |                   |
| 6 | 7 août 2015     | 978-4-06-376564-9 | 20 janvier 2016  | 978-2-8116-2576-4 |
| Liste des chapitres : - 18e épisode : Le festin de Mammon (強欲の狂宴, Gōyoku no kyōen) - 19e épisode : Le serment de la bambouseraie (竹林の誓い, Chikurin no chikai) - 20e épisode : Ambition (野望の胎動, Yabō no taidō) - Le baptême d'un soldat (或る新兵の初陣, Aru shinpei no uijin) - Une longue attente (工房で待つ少女, Kōbō de matsu shōjo)                                                     |                 |                   |                  |                   |
| 7 | 9 décembre 2015 | 978-4-06-376590-8 | 4 mai 2016       | 978-2-8116-3044-7 |
| Liste des chapitres : - 21e épisode : Sombres manigances (詭謀の栖) - 22e épisode : L'Abysse (壁下の深淵, Kabe-ka no shin'en) - 23e épisode : Ronde nocturne (闇の輪舞, Yami no rinbu) - 24e épisode : Un cri dans la nuit (晦冥の鬼哭, Kaimei no kikoku) - Serment à Maria (ウォール・マリアに誓う, U~ōru Maria ni chikau)                                                                                |                 |                   |                  |                   |
| 8 | 8 avril 2016    | 978-4-06-390619-6 | 24 août 2016     | 978-2-8116-3234-2 |
| Liste des chapitres : - 25e épisode : Le calme avant la tempête (嵐の前, Arashi no mae) - 26e épisode : Les flammes de l'insurrection (動乱の炎, Dōran no honō) - 27e épisode : Dérive (相克の行方, Sōkoku no yukue) - 28e épisode : Une faille exploitable (堅緻の空隙) - Maître Matou (立体機動の師, Rittai kidō no shi)                                                                                 |                 |                   |                  |                   |
| 9 | 9 août 2016     | 978-4-06-390641-7 | 14 décembre 2016 | 978-2-8116-3292-2 |
| Liste des chapitres : - 29e épisode : La Cité dans le chaos (擾乱の都市, Jōran no toshi) - 30e épisode : L'issue de la révolte (逆乱の果て, Gekiran no hate) - 31e épisode : Duel fatidique (宿縁の双剣, Shukuen no futaken) - 32e épisode : Réception mondaine (籠中の夜宴, Kago-chū no yaen) - Ambition naissante (野望の萌芽, Yabō no hōga)                                                             |                 |                   |                  |                   |
| 10 | 9 décembre 2016 | 978-4-06-390667-7 | 3 mai 2017       | 978-2-8116-3491-9 |
| Liste des chapitres : - 33e épisode : La captive s'évade (遁逃の籠姫, Tontō no kago hime) - 34e épisode : La ville qui ne dort jamais (常夜の街, Tokoyo no mach) - 35e épisode : Une silhouette solitaire (不夜街の孤影, Fu yagai no koei) - 36e épisode : Les mémoires de l'artisan (職人達の昔日, Shokunin-tachi no sekijitsu) - Une leçon de corps-à-corps (護身術で大接近, Goshin-jutsu de dai Sekkin) |                 |                   |                  |                   |
| 11 | 7 avril 2017    | 978-4-06-390696-7 | 6 septembre 2017 | 978-2-8116-3763-7 |
| Liste des chapitres : - 37e épisode : Sacrifiés (贄の檻, Nie no ori) - 38e épisode : Ivre de vengeance (復仇の戦士, Fukkyū no senshi) - 39e épisode : Perpétuation (夢の承継, Yume no shōkei) - 40e épisode : La cabane (陋屋の集い, Rōya no tsudoi) |                 |                   |                  |                   |
| 12 | 9 août 2017     | 978-4-06-390725-4 | 13 décembre 2017 | 978-2-8116-3825-2 |
| Liste des chapitres : - 41e épisode : Les nouveaux fondements du Bataillon (兵団の礎, Heidan no ishizue) - 42e épisode : À la belle étoile (旅の空, Tabi no sora) - 43e épisode : Refonte (再起の濫觴, Saiki no ranshō) - 44e épisode : Le prototype tant attendu (翹望の戎具, Gyōbō no jūgu) |                 |                   |                  |                   |
| 13 | 8 décembre 2017 | 978-4-06-510504-7 | 2 mai 2018       | 978-2-8116-4166-5 |
| Liste des chapitres : - 45e épisode : Le dernier bastion (干城の翼, Kanjō no tsubasa) - 46e épisode : Un tournant pour le Bataillon (岐路の兵団, Corps Crossroads) - 47e épisode : Un visiteur inattendue (波瀾の来訪, Haran no raihō) - 48e épisode : Motivation (戦いの理由, Tatakai no riyū) |                 |                   |                  |                   |
| 14 | 9 avril 2018    | 978-4-06-511218-2 | 22 août 2018     | 978-2-8116-4166-5 |
| Liste des chapitres : - 49e épisode : Aux abords du Mur (境界の外, Kyōkai no soto) - 50e épisode : Les méandres de l'angoisse (鬼胎の迷宮, Kitai no meikyū) - 51e épisode : L'ombre de l'effroi (巨影の枷鎖, Kyoei no Kasa) - 52e épisode : La confiance retrouvée (冀望の原点, Kibō no Genten) |                 |                   |                  |                   |
| 15 | 9 août 2018     | 978-4-06-512288-4 | 12 décembre 2018 | 978-2-8116-4574-8 |
| Liste des chapitres : - 53e épisode : Un cuisant écueil (経始の躓石, Keishi no shiseki) - 54e épisode : Dans les affres du doute (暗鬼の杜, Anki no mori) - 55e épisode : L'embuscade (虚妄の匣, Kyomō no hako) - 56e épisode : Le fin mot de l'histoire (夜陰の明徴, Yain no meichō) |                 |                   |                  |                   |
| 16 | 7 décembre 2018 | 978-4-06-513812-0 | 9 mai 2019       | 978-2-8116-4879-4 |
| Liste des chapitres : - 57e épisode : Derniers préparatifs (遠征の前, Ensei no mae) - 58e épisode : L'heure du départ (出立の刻, Shuttatsu no toki) - 59e épisode : Un ciel menaçant (霖雨の大地, Rin'u no daichi) - 60e épisode : Sous une pluie battante (雨中の惨劇, Uchū no sangeki) |                 |                   |                  |                   |
| 17 | 9 avril 2019    | 978-4-06-515204-1 | 4 septembre 2019 | 978-2-8116-5093-3 |
| Liste des chapitres : - 61e épisode : Un poignard dans la nuit (王都の兇刃, Ōto no Kyōjin) - 62e épisode : Le prix de la victoire (Shōri no daishō) - 63e épisode : La forêt où la mort rôde (緑林の死地, Ryokurin no shichi) - 64e épisode : L'éclat des ténèbres (晦冥の眩耀, Kaimei no genyō) - Dernier épisode : Vers une nouvelle ère (新たなる時代へ, Aratanaru jidai e)                             |                 |                   |                  |                   |

### Birth of Livaï
| no | Japonais       | Japonais          | Français       | Français          |
| no | Date de sortie | ISBN              | Date de sortie | ISBN              |
| --- | -------------- | ----------------- | -------------- | ----------------- |
| 1 | 9 avril 2014   | 978-4-06-376961-6 | 1er avril 2015 | 978-2-8116-1950-3 |
| Extra : Dans la version japonaise, le tome 1 (ISBN 978-4-06-362271-3) est sorti en édition spéciale.Liste des chapitres : - Prologue - 1er épisode : Les ailes de la liberté (自由の翼, Jiyū no tsubasa) - 2e épisode : Contre-offensive (一矢, Isshi) - 3e épisode : Pour une nouvelle armée... (変革の…, Henkaku no...) - 4e épisode : La preuve d'un talent incroyable (証明, Shōmei)                                           |                |                   |                |                   |
| 2 | 8 août 2014    | 978-4-06-377046-9 | 1er avril 2015 | 978-2-8116-2050-9 |
| Extra : Dans la version japonaise, le tome 2 (ISBN 978-4-06-362277-5) est sorti en édition spéciale.Liste des chapitres : - 5e épisode : Sur le cœur (心臓, Shinzō) - 6e épisode : Une formation "vivante" (生き物, Ikimono) - 7e épisode : Les trois mousquetaires (3人, San nin) - 8e épisode : Décision (選択, Sentaku) - Épisode spécial 1 : Le duel méconnu de Livaï - Épisode spécial 2 : Le jour de ménage méconnu de Livaï |                |                   |                |                   |

### Sungeki no Kyojin(Spoof on Titan)
| no | Japonais       | Japonais          |
| no | Date de sortie | ISBN              |
| -- | -------------- | ----------------- |
| 1  | 8 août 2014    | 978-4-06-395152-3 |
| 2  | 9 avril 2015   | 978-4-06-395360-2 |

### Lost Girls
| no | Japonais       | Japonais          | Français       | Français          |
| no | Date de sortie | ISBN              | Date de sortie | ISBN              |
| --- | -------------- | ----------------- | -------------- | ----------------- |
| 1 | 8 avril 2016   | 978-4-06-395638-2 | 1er mars 2017  | 978-2-8116-3437-7 |
| Liste des chapitres : 1re partie : Wall Sina, Goodbye - 1er épisode : Carly Stratmann (カーリー・ストラットマン, Kārī Sutorattoman)) - 2e épisode : Wayne Eisner (ウェイン・アイズナー, Wein Aizunā) - 3e épisode : Wald et Lou (ウオルド&ルー, Uorudo & Rū) - 4e épisode : Codéroïne (コデロイン, Koderoin) - 5e épisode : Annie Leonhart (アニ・レオンハート, Ani Reonhāto) |                |                   |                |                   |
| 2 | 9 août 2016    | 978-4-06-395722-8 | 1er mars 2017  | 978-2-8116-3438-4 |
| Liste des chapitres : 2e partie : Lost in the Cruel World - 1er épisode : Eren Jäger (エレン・イェーガー, Eren Iēgā) - 2e épisode : Shiganshina (シガンシナ, Shiganshina) - 3e épisode : L'avion (ひこうき, Hikōki) - 4e épisode : L'homme au miroir (鏡男, Kagami otoko) 3e partie : Lost Girls                                                                              |                |                   |                |                   |

### Édition japonaise

#### Série originale
1. 1 2  Tome 1
2. 1 2  Tome 2
3. 1 2  Tome 3
4. 1 2  Tome 4
5. 1 2  Tome 5
6. 1 2  Tome 6
7. 1 2  Tome 7
8. 1 2  Tome 8
9. 1 2  Tome 9
10. 1 2  Tome 10
11. 1 2  Tome 11
12. 1 2  Tome 12
13. 1 2  Tome 13
14. 1 2  Tome 14
15. 1 2  Tome 15
16. 1 2  Tome 16
17. 1 2  Tome 17
18. 1 2  Tome 18
19. 1 2  Tome 19
20. 1 2  Tome 20
21. 1 2  Tome 21
22. 1 2  Tome 22
23. 1 2  Tome 23
24. 1 2  Tome 24
25. 1 2  Tome 25
26. 1 2  Tome 26
27. 1 2  Tome 27
28. 1 2  Tome 28
29. 1 2  Tome 29
30. 1 2  Tome 30
31. 1 2  Tome 31
32. 1 2  Tome 32
33. 1 2  Tome 33
34. 1 2  Tome 34

Édition limitée
1. ↑  Tome 1 – Édition bilingue
2. ↑  Tome 2 – Édition bilingue
3. ↑  Tome 7 – Édition limitée
4. ↑  Tome 8 – Édition limitée
5. ↑  Tome 9 – Édition limitée
6. ↑  Tome 10 – Édition limitée
7. ↑  Tome 11 – Édition limitée
8. ↑  Tome 12 – Édition limitée
9. ↑  Tome 13 – Édition limitée
10. ↑  Tome 14 – Édition limitée
11. ↑  Tome 15 – Édition limitée
12. ↑  Tome 16 – Édition limitée
13. ↑  Tome 17 – Édition limitée
14. ↑  Tome 18 – Édition limitée
15. ↑  Tome 19 – Édition limitée
16. ↑  Tome 20 – Édition limitée
17. ↑  Tome 21 – Édition limitée
18. ↑  Tome 22 – Édition limitée
19. ↑  Tome 23 – Édition limitée
20. ↑  Tome 24 – Édition limitée
21. ↑  Tome 25 – Édition limitée
22. ↑  Tome 26 – Édition limitée
23. ↑  Tome 27 – Édition limitée
24. ↑  Tome 28 – Édition limitée
25. ↑  Tome 29 – Édition limitée
26. ↑  Tome 30 – Édition limitée
27. ↑  Tome 31 – Édition limitée
28. ↑  Tome 32 – Édition limitée
29. ↑  Tome 33 – Édition limitée
30. ↑  Tome 34 – Édition limitée

#### Shingeki! Kyojin chūgakkō
1. 1 2  Tome 1
2. 1 2  Tome 2
3. 1 2  Tome 3
4. 1 2  Tome 4
5. 1 2  Tome 5
6. 1 2  Tome 6
7. 1 2  Tome 7
8. 1 2  Tome 8
9. 1 2  Tome 9
10. 1 2  Tome 10
11. 1 2  Tome 11

#### Before the fall
1. 1 2  Tome 1
2. 1 2  Tome 2
3. 1 2  Tome 3
4. 1 2  Tome 4
5. 1 2  Tome 5
6. 1 2  Tome 6
7. 1 2  Tome 7
8. 1 2  Tome 8
9. 1 2  Tome 9
10. 1 2  Tome 10
11. 1 2  Tome 11
12. 1 2  Tome 12
13. 1 2  Tome 13
14. 1 2  Tome 14
15. 1 2  Tome 15
16. 1 2  Tome 16
17. 1 2  Tome 17

#### Shingeki no Kyojin Gaiden: Kuinaki Sentaku
1. 1 2  Tome 1
2. ↑  Tome 1 - Édition spéciale
3. 1 2  Tome 2
4. ↑  Tome 2 - Édition spéciale

#### Sungeki no Kyojin
1. 1 2  Tome 1
2. 1 2  Tome 2

#### Lost Girls
1. 1 2  Tome 1
2. 1 2  Tome 2

### Édition française

#### Série originale
1. 1 2  Tome 1
2. 1 2  Tome 2
3. 1 2  Tome 3
4. 1 2  Tome 4
5. 1 2  Tome 5
6. 1 2  Tome 6
7. 1 2  Tome 7
8. 1 2  Tome 8
9. 1 2  Tome 9
10. 1 2  Tome 10
11. 1 2  Tome 11
12. 1 2  Tome 12
13. 1 2  Tome 13
14. 1 2  Tome 14
15. 1 2  Tome 15
16. 1 2  Tome 16
17. 1 2  Tome 17
18. 1 2  Tome 18
19. 1 2  Tome 19
20. 1 2  Tome 20
21. 1 2  Tome 21
22. 1 2  Tome 22
23. 1 2  Tome 23
24. 1 2  Tome 24
25. 1 2  Tome 25
26. 1 2  Tome 26
27. 1 2  Tome 27
28. 1 2  Tome 28
29. 1 2  Tome 29
30. 1 2  Tome 30
31. 1 2  Tome 31
32. 1 2  Tome 32
33. 1 2  Tome 33
34. 1 2  Tome 34

#### L'Attaque des Titans: Junior High-Schol
1. 1 2  Tome 1
2. 1 2  Tome 2
3. 1 2  Tome 3
4. 1 2  Tome 4
5. 1 2  Tome 5
6. 1 2  Tome 6
7. 1 2  Tome 7
8. 1 2  Tome 8
9. 1 2  Tome 9
10. 1 2  Tome 10
11. 1 2  Tome 11

#### Before the fall
1. 1 2  Tome 1
2. 1 2  Tome 2
3. 1 2  Tome 3
4. 1 2  Tome 4
5. 1 2  Tome 5
6. 1 2  Tome 6
7. 1 2  Tome 7
8. 1 2  Tome 8
9. 1 2  Tome 9
10. 1 2  Tome 10
11. 1 2  Tome 11
12. 1 2  Tome 12
13. 1 2  Tome 13
14. 1 2  Tome 14
15. 1 2  Tome 15
16. 1 2  Tome 16
17. 1 2  Tome 17

#### L'Attaque des Titans: Birth of Livaï
1. 1 2  Tome 1
2. 1 2  Tome 2

#### Lost Girls
1. 1 2  Tome 1
2. 1 2  Tome 2